# Lipoproteína de alta densidad
Las lipoproteínas de alta densidad  (HDL, del inglés High density lipoprotein) son aquellas lipoproteínas que transportan colesterol libre y fosfolípidos desde los tejidos hasta el hígado. Debido a que las HDL pueden retirar el colesterol de las arterias y transportarlo de vuelta al hígado para su excreción, vulgarmente se las conoce como el colesterol bueno.
Las lipoproteínas de alta densidad son más pequeñas y más densas que las lipoproteínas de baja densidad (LDL), están compuestas de una alta proporción de proteínas. El hígado e intestino sintetizan diferentes proteínas (apolipoproteínas) que pasan a la sangre donde se unen al colesterol, fosfolípidos y triglicéridos dando lugar a complejos moleculares llamados lipoproteínas. En cada lipoproteína hay varias apolipoproteínas periféricas, en el caso de las HDL la principal es la apolipoproteína A1.
Altas concentraciones de HDL (superiores a 60 mg/dL) tienen un carácter protector contra las enfermedades cardiovasculares (como la cardiopatía isquémica e infarto de miocardio), mientras que bajas concentraciones de HDL (por debajo de 35 mg/dL) suponen un aumento del riesgo de estas enfermedades.

## Generalidades
Las lipoproteínas son complejos macromoleculares formados por proteínas transportadoras específicas (apolipoproteínas), con diversas combinaciones de fosfolípidos, colesterol, ésteres de colesterol y triglicéridos. Su función es transportar moléculas lipídicas no solubles en agua de unos órganos a otros a través  del plasma sanguíneo. Según su densidad se clasifican en quilomicrones, lipoproteínas de muy baja densidad, lipoproteínas de densidad intermedia, lipoproteínas de baja densidad y lipoproteínas de alta densidad. Cada una de ellas tiene una función específica, un contenido de lípidos diferente y una composición de apolipoproteínas también distinta. 
Las  lipoproteínas de alta densidad son por tanto complejos macromoleculares formados por fosfolípidos,  colesterol libre, triglicéridos, ésteres de colesterol y varias apolipoproteínas, siendo las principales ApoA-I y ApoA-II. Tienen una densidad que oscila entre 1.06 y 1.21 g/mL y un diámetro entre 70 y 100 A. Alrededor del 50% de su masa corresponde a proteínas. A medida que permanecen en el plasma, captan colesterol y otros lípidos hasta alcanzar una forma esférica.
La función principal de las lipoproteínas de alta densidad es realizar el transporte inverso del colesterol desde los tejidos periféricos hacia el hígado, donde el colesterol se transforma en ácidos biliares que se eliminan a través de la bilis.

## Arterioesclerosis
Se ha comprobado en numerosos estudios que existe una relación inversa entre la concentración plasmática del colesterol de las HDL (C-HDL) y el riesgo de desarrollar cardiopatía isquémica aterosclerosa. Varios mecanismos explican este efecto protector por medio del cual las HDL evitan la formación de las placas de  ateroma. El principal es que realizan  el transporte reverso de colesterol, es decir transportan el colesterol hacia el hígado para su excreción o reciclaje.
Los hombres tienen en promedio un nivel inferior de HDL que las mujeres. Para mantener unos niveles adecuados de HDL se recomienda realizar frecuentemente actividad física, evitar el tabaquismo, evitar la obesidad y realizar una alimentación adecuada con un bajo contenido en grasas saturadas, se permite el consumo muy moderado de bebidas alcohólicas de baja graduación.

## Rango recomendado
La American Heart Association (Asociación Norteamericana del Corazón) proporciona una serie de recomendaciones para elevar los niveles de HDL y reducir el riesgo de enfermedad del corazón humano.[cita requerida]
| Nivel (mg/dl) | Nivel (mmol/L) | Interpretación                                                                           |
| ------------- | -------------- | ---------------------------------------------------------------------------------------- |
| <40           | <1,02          | Colesterol HDL bajo, riesgo aumentado de enfermedad cardíaca                             |
| 40-59         | 1,03-1,52      | Nivel medio de HDL                                                                       |
| >60           | >1,55          | Nivel alto HDL, condición óptima considerada de protección contra enfermedades cardíacas |

## Fracciones
Existen 5 tipos de subfracciones de HDL identificadas. Grandes (más efectivas en la remoción del colesterol) y pequeñas (menos efectivas), estos tipos son: 2a, 2b, 3a, 3b, y 3c.

## Patología
- La enfermedad de Tangier es un trastorno hereditario muy poco frecuente que se caracteriza por ausencia casi total de lipoproteínas de alta densidad en sangre. Los pacientes presentan diferentes síntomas, entre ellos hepatomegalia, esplenomegalia, neuropatía periférica, enfermedad corneal, cutánea y ungeal. Se asocia con un incremento de riesgo de enfermedad aterosclerótica prematura.[13]

- Un estudio del 2016 publicado en la revista Science, revela que algunas personas tienen una alteración en un gen que impide el funcionamiento del receptor del colesterol HDL en las células hepáticas. El receptor en cuestión, es una proteína que se conoce como SR-BI y que se liga al colesterol HDL que circula por la sangre. Las personas que tienen la mutación en el gen de este receptor no consiguen absorber el HDL en el hígado, por lo cual su nivel aumenta mucho en la sangre. A pesar de un alto HDL, tienen aterosclerosis y riesgo cardiovascular aumentado.[14]